# Abraham Lehrer

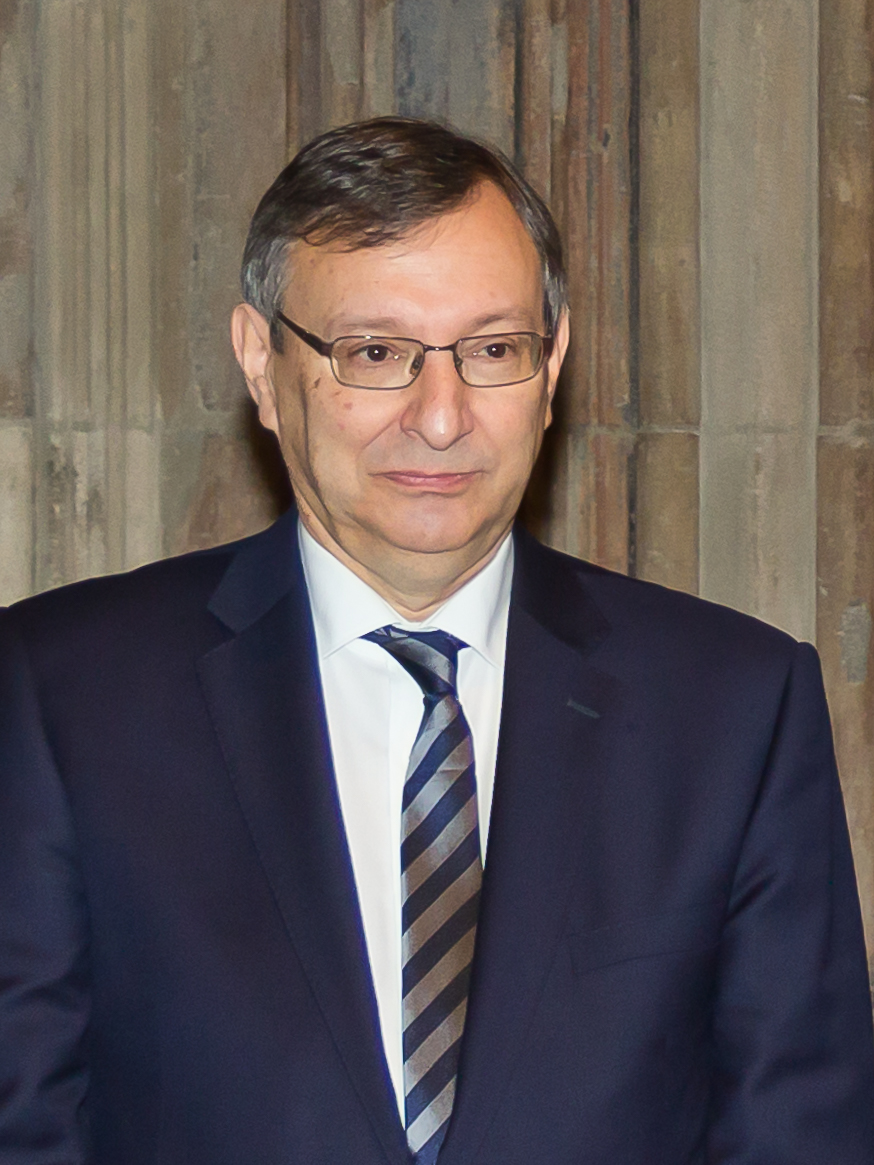
Abraham Lehrer, 2013

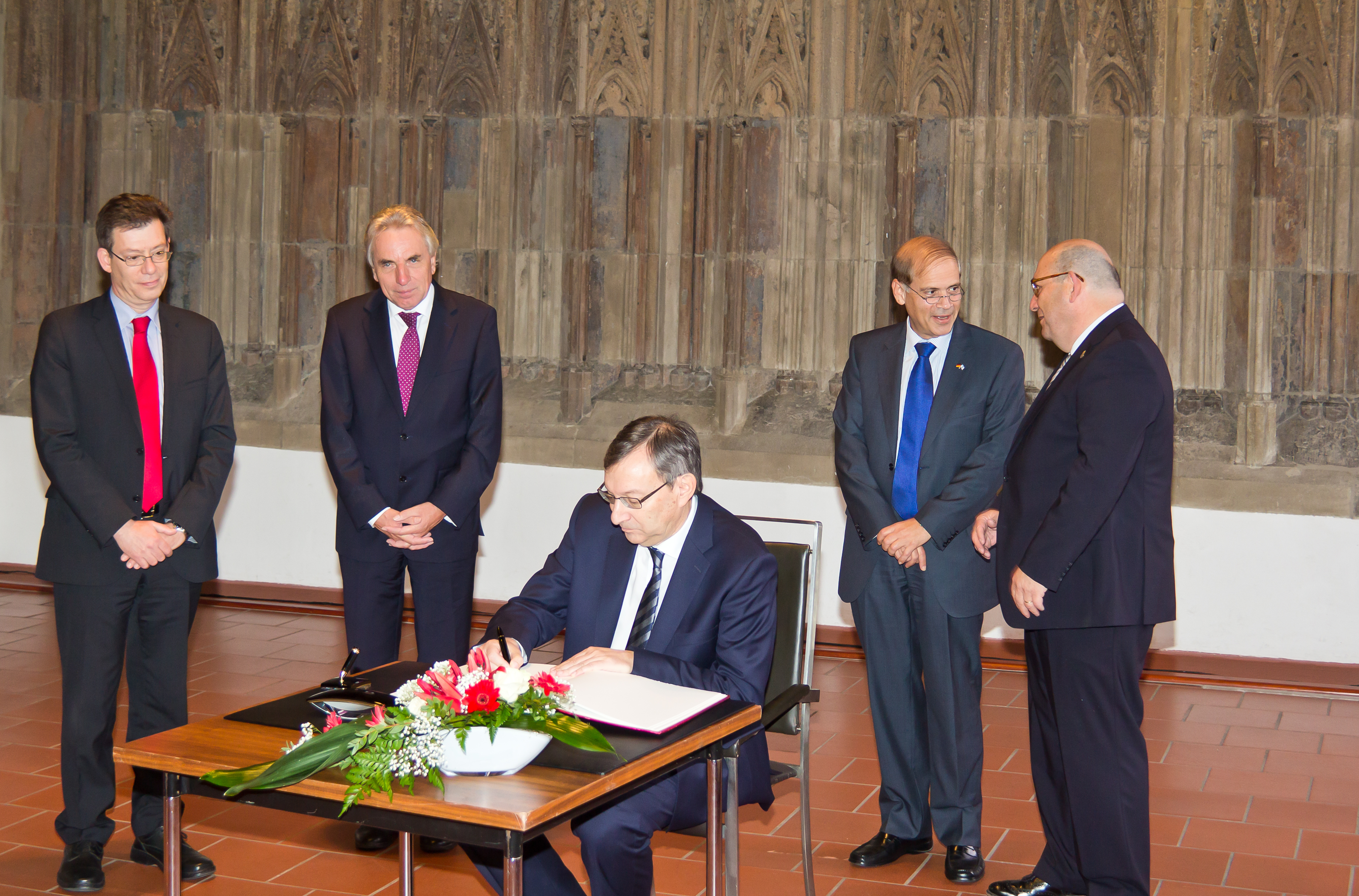
Abraham Lehrer (Bildmitte) beim Empfang der Mission des Staates Israel im Kölner Rathaus (2013)

Abraham Lehrer (Abraham Joseph „Ebi“ Lehrer, geboren am 14. April 1954 in New York City) ist Vorsitzender der Synagogen-Gemeinde Köln, Präsident der Zentralwohlfahrtsstelle der Juden in Deutschland (ZWST) und Vizepräsident des Zentralrats der Juden in Deutschland.

## Leben
Abraham Lehrers Mutter Fela, die aus Olkusz stammte, überlebte das Vernichtungslager Auschwitz, sein aus Warschau stammender Vater Isack floh während des Nationalsozialismus mehrfach aus Arbeitslagern. Abraham Lehrer wurde als zweites Kind des Ehepaars Lehrer in New York City geboren. Im Frühjahr 1954 kehrte die Familie nach Deutschland zurück und siedelte sich in Köln an. Zwischen 1972 und 1979 studierte Abraham Lehrer Chemie, 1984 begann er eine dreijährige Ausbildung zum Programmierer. Im Jahr 1988 gründete er die ADOR EDV- und Software GmbH in Köln, deren Geschäftsführer er bis zur Liquidierung 2017 war.
Abraham Lehrer ist seit 1981 verheiratet und hat zwei Kinder.

## Öffentliche Ämter
Seit 1969 engagierte er sich als Madrich in der Jugendgruppe im Jugendzentrum der Synagogen-Gemeinde Köln. Er leitete das hebräische Ferienlager, den Machanot der Zentralwohlfahrtsstelle der Juden in Deutschland in Bad Sobernheim und Oudelande (NL). In der Synagogen-Gemeinde Köln wurde er 1987 Mitglied des Gemeinderates und dann zum ersten stellvertretenden Vorsitzenden der Gemeindevertretung gewählt. Die Gemeindevertretung bestimmte Abraham Lehrer zum Delegierten der Mitgliederversammlung der ZWST.
Auf der Mitgliederversammlung im Jahr 1996 wurde Abraham Lehrer in den Vorstand der Zentralwohlfahrtsstelle der Juden in Deutschland e. V. (ZWST) gewählt. Dort leitete er die Jugend- und Erziehungskommission. Im Jahr 2000 übernahm er auf Vorschlag von Paul Spiegel die Präsidentschaft der ZWST, der Dachorganisation der jüdischen Wohlfahrtspflege für die über 100 jüdischen Gemeinden in Deutschland. Seit dem Jahr 2000 ist er stellvertretender Vorsitzender des Kuratoriums der Stiftung Deutsches Hilfswerk, die soziale Maßnahmen freier gemeinnütziger Sozialleistungsträger in Deutschland finanziell fördern möchte.
Seit 2003 ist Lehrer auch Mitglied im Direktorium des Zentralrats der Juden, dessen Vizepräsidentschaft er seit 2014 innehat.
Anlässlich des Weltjugendtages 2005 besuchte Papst Benedikt XVI. in Köln als erster Papst eine Synagoge in Deutschland. Als Organisator begrüßte Abraham Lehrer den Papst und hielt eine vielbeachtete Rede mit den Schwerpunkten Mahnung und Ausgleich vor dem Kirchenoberhaupt.
Lehrer pflegt Kontakte zu Kölner Politikerinnen und Politikern, zu Kölner Institutionen und zu den Kirchen. Er unterstützt den Verein zur Förderung der Städtepartnerschaft Köln-Tel Aviv-Yafo. Er engagiert sich besonders für die Integration jüdischer Zuwanderer aus den Staaten der ehemaligen Sowjetunion und setzt sich für die Förderung und Unterstützung jüdischer Menschen mit Behinderungen und deren Angehöriger ein. Weiterhin arbeitet Abraham Lehrer seit 2010 für die Einrichtung Die Stiftung. Erinnern ermöglichen. Diese hilft, Schulklassen den Besuch der Gedenkstätte Auschwitz zu ermöglichen.
Für sein Engagement wurde er im Jahr 2012 mit dem Bundesverdienstkreuz am Bande ausgezeichnet.
2018 gründete Lehrer den Verein 321: 1700 Jahre jüdisches Leben in Deutschland, der sich zum Ziel setzt, die „Verwurzelung der Juden in Deutschland“ und die historische Verbundenheit zwischen Juden und Nichtjuden in Deutschland stärker zu betonen und zu erforschen, worin, so Lehrer, „der jüdische Beitrag zum jüdisch-christlichen Abendland“ besteht. Die jüdische Geschichte in Deutschland solle nicht allein auf die Opferperspektive (mittelalterliche Pogrome; Ghettoisierung; Shoa) verengt werden. Die Zahl 321 im Vereinsnamen erklärt sich aus dem Jahr des Dekrets Kaiser Konstantins, das Juden gestattete, in der Kölner Stadtverwaltung zu arbeiten. Die Vergabe von Forschungsaufträgen sowie
Kooperationen mit Hochschulen sind angestrebt. Vereinsziel ist ferner die Vorbereitung eines Gedenkjahrs für jüdisches Leben in Deutschland, das im Januar 2021 beginnen soll.
Auf Vorschlag der SPD-Landtagsfraktion in Nordrhein-Westfalen wurde Lehrer zum Mitglied der 17. Bundesversammlung gewählt.

## Positionen
Gegenüber dem Deutschlandfunk sagte Lehrer, die AfD sei aus Sicht des Zentralrates „eine Bedrohung unserer Demokratie, unserer Freiheit. Das wissen wir, und das erzählen wir auch immer unseren Gemeindemitgliedern.“ Ansonsten gebe der Zentralrat jedoch keine Wahlempfehlung. In jüdischen Gemeinden sei das gesamte politische Spektrum vertreten und jeder Jude müsse nach eigenem Gewissen wählen.

## Auszeichnungen
- Bundesverdienstkreuz am Bande (2012)[5]
- Ehrenring des Rheinlandes (2023)[12]